# Iris reticulata
Iris reticulata M.Bieb., 1808 è una pianta appartenente alla famiglia delle Iridacee.

## Descrizione
È una pianta erbacea perenne, alta 15 cm circa, con foglie erette che compaiono dopo la fioritura.
I fiori, raccolti in un'infiorescenza che termina con un fiore apicale, possono essere viola, blu o gialli, con la tipica forma da Iris. 
Il frutto è una capsula, contenente semi marrone chiaro.
Il bulbo è ricoperto da una rete fibrosa, da cui il nome della specie.

## Usi
È apprezzata come pianta ornamentale e la sua coltivazione è diffusa in tutte le zone temperate.
Esistono in commercio diverse cultivar, selezionate per scopo ornamentale.